# Маршал роду військ
Ма́ршал ро́ду ві́йськ — ряд генеральських військових звань у Збройних силах СРСР та деяких країн світу: маршал артилерії, маршал авіації, маршал бронетанкових військ, маршал інженерних військ, маршал військ зв'язку. Було проміжним військовим званням між генерал-полковником роду військ та головним маршалом роду військ.

## Історія створення військового звання в СРСР
Звання маршала роду військ (для авіації, артилерії і бронетанкових військ) були введені указом Президії Верховної Ради СРСР 16 січня 1943 року.
9 жовтня 1943 року були введені також звання маршала інженерних військ і маршала військ зв'язку. Все ці п'ять звань відповідали загальновійськовому чину генерала армії. Раніше, в 1940—1943 рр., вищими військовими званнями, які вказували на рід військ, були «генерал-полковник артилерії», «генерал-полковник авіації» тощо.
Відзначимо одну цікаву деталь: військові звання в танкових військах до генерал-полковника включно мали приставку «… танкових військ», а маршала і Головного маршала — «… бронетанкових військ». Причину пояснити складно. На створення цих чинів, можна думати, вплинули британські «маршальські» звання ПС, змістовно відповідні загальновійськовим генеральським («Маршал Королівських повітряних сил», «головний маршал», «маршал», «віце-маршал»).
Крім того, сама система цих радянських звань походить від системи традиційних чинів, що присвоювалися повним генералам родів військ: «генерал від інфантерії», «генерал від артилерії», «генерал від кавалерії», «інженер-генерал». До революції 1917 року перераховані генеральські звання були в російській армії; будучи за походженням німецькими, вони існували в 1940-і роки і в німецькому Вермахті.

### Знаки розрізнення

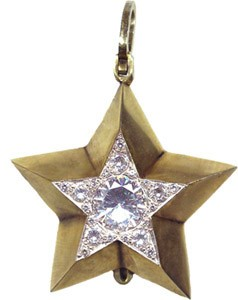
Маршальська Зірка маршалів роду військ СРСР

Знаки розрізнення маршалів родів військ, затверджені 6 лютого 1943 р., відрізнялися від знаків генералів армії; на погонах маршалів родів військ замість чотирьох зірок в ряд була одна велика зірка і емблема роду військ — подібно до того як погони Маршалів Радянського Союзу несли одну велику зірку і герб СРСР.
Наказом Народного Комісара Оборони від 26 жовтня 1943 р. діаметр зірки на погонах маршалів родів військ був зменшений з 50 до 40 мм. На шиї носилася Маршальська Зірка особливого зразка, що відрізнялася від зірки Маршалів Радянського Союзу, — без діамантів між променями і декілька меншого діаметра; колір стрічки відрізнявся залежно від роду військ. Згодом таку ж Маршальську Зірку було вказано носити адміралам флоту (1962) і генералам армії (1974).
- Погони маршалів роду військ СРСР

### Присвоєння звання

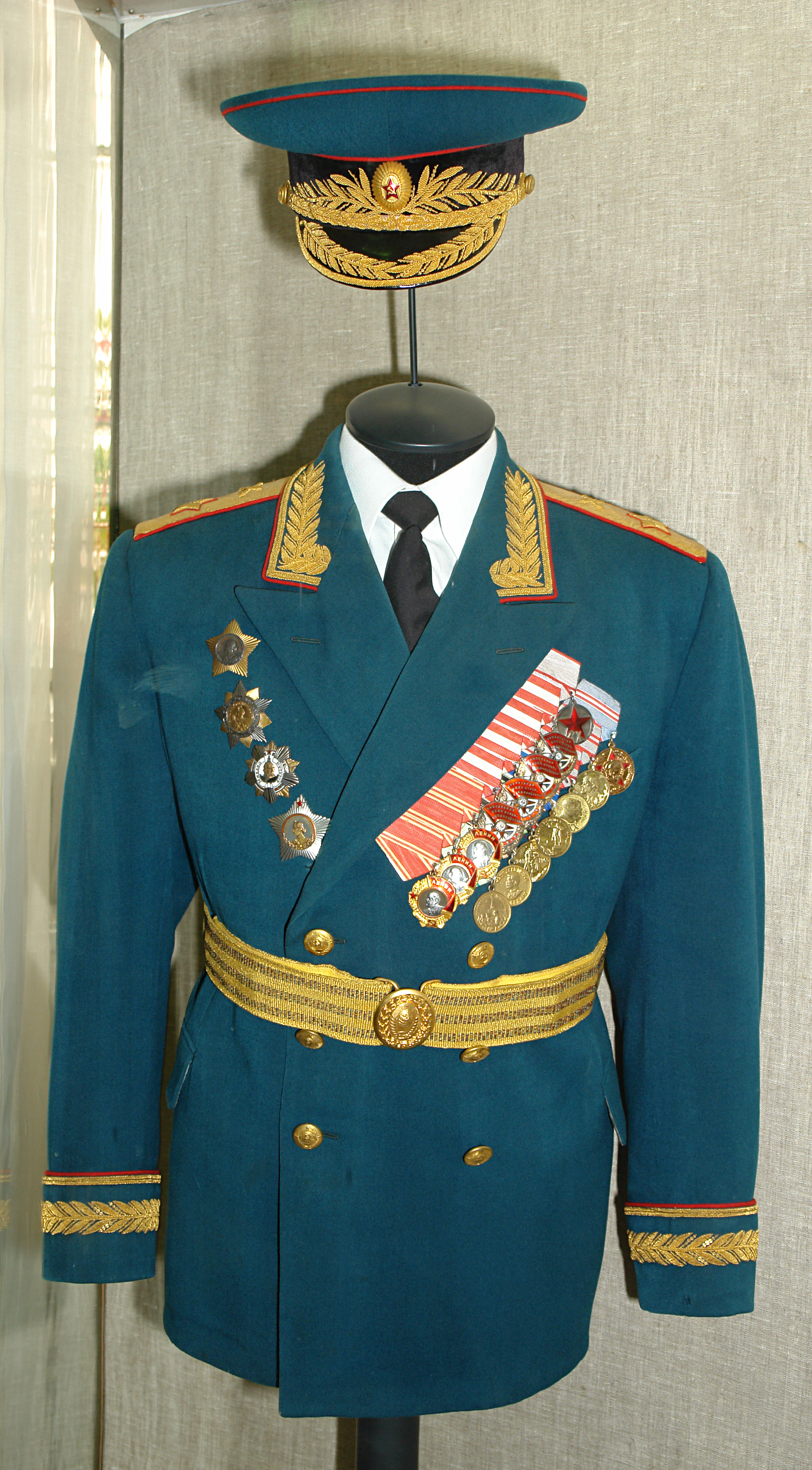
Форма маршала артилерії СРСР

Першим маршалом родів військ став, через два дні після введення цієї групи звань, маршал артилерії М. М. Воронов (18 січня 1943 р.). Протягом того ж 1943 року маршалами стали також авіатори О. О. Новиков (17 березня) і О. Є. Голованов (3 серпня).
21 лютого 1944 року Воронов та Новіков стали першими Головними маршалами родів військ. Того ж дня отримали звання перші маршали-танкісти П. О. Ротмістров і Я. М. Федоренко, маршал інженерних військ М. П. Воробйов і маршал військ зв'язку І. Т. Пересипкін.
У подальші роки звання маршала родів військ присвоювалося вищому керівництву відповідних родів військ, командувачам великих військових формувань, начальникам військових академій, а звання маршала авіації — ще і видатним льотчикам Німецько-радянської війни, що пізніше служили на другорядних посадах (Покришкін, Скоморохов, Кожедуб).
Звання маршала авіації носили 32 воєначальники (з них 7 згодом було присвоєно звання Головного маршала авіації), маршали артилерії — 13 (з них 3 — згодом Головні; крім того, Головний маршал артилерії В. Ф. Толубко — єдиний воєначальник, який до присвоєння йому звання Головного маршала родів військ носив не звання маршала цих же військ, а загальноармійське звання генерала армії), бронетанкових військ — 8 (з них 2 — Головні), інженерних військ — 6, військ зв'язку — 4.
В інженерних військах і у військах зв'язку звання Головного маршала так ніхто і не отримав.
Наймолодшими маршалами родів військ були 39-річні авіатор О. Є. Голованов (1943) і зв'язківець І. Т. Пересипкин (1944); наступного року Голованов став наймолодшим Головним маршалом.

### Відміна звання
З 1984 року звання маршала і Головного маршала були залишені тільки в артилерії і авіації. Останнім маршалом родів військ в серпні 1991 р. став останній Міністр оборони СРСР Є. І. Шапошников (маршал авіації).

## Список маршалів родів військ

### Маршали авіації
1. Новиков Олександр Олександрович — 17 березня 1943, Головний маршал авіації (1944)
2. Голованов Олександр Євгенович — 3 серпня 1943, Головний маршал авіації (1944)
3. Астахов Федір Олексійович — 19 серпня 1944
4. Ворожейкін Григорій Олексійович — 19 серпня 1944
5. Скрипко Микола Семенович — 19 серпня 1944
6. Фалалеєв Федір Якович — 19 серпня 1944
7. Худяков Сергій Олександрович (Ханферянц Арменак Артемович) — 19 серпня 1944
8. Жаворонков Семен Федорович — 25 вересня 1944
9. Вершинін Костянтин Андрійович — 3 червня 1946, Головний маршал авіації (1959)
10. Жигарєв Павло Федорович — 3 серпня 1953, Головний маршал авіації (1955)
11. Руденко Сергій Гнатович — 11 березня 1955
12. Судець Володимир Олександрович — 11 березня 1955
13. Красовський Степан Якимович — 8 травня 1959
14. Савицький Євген Якович — 6 травня 1961
15. Агальцов Пилип Олександрович — 28 квітня 1962
16. Логінов Євген Федорович — 28 жовтня 1967
17. Кутахов Павло Степанович — 1969, Головний маршал авіації (1972)
18. Борзов Іван Іванович — 16 грудня 1972
19. Покришкін Олександр Іванович — 16 грудня 1972
20. Бугайов Борис Павлович — 5 листопада 1973, Головний маршал авіації (1977)
21. Зімін Георгій Васильович — 5 листопада 1973
22. Єфімов Олександр Миколайович — 29 квітня 1975
23. Пстиго Іван Іванович — 29 квітня 1975
24. Силантьєв Олександр Петрович — 19 лютого 1976
25. Колдунов Олександр Іванович — 28 жовтня 1977, Головний маршал авіації (1984)
26. Скоріков Григорій Петрович — 4 листопада 1980
27. Скоморохов Микола Михайлович — 2 листопада 1981
28. Кірсанов Петро Семенович — 16 грудня 1982
29. Константинов Анатолій Устинович — 30 квітня 1985
30. Кожедуб Іван Микитович — 6 травня 1985
31. Волков Олександр Микитович — 15 лютого 1989
32. Шапошников Євген Іванович — 26 серпня  1991

### Маршали артилерії
1. Воронов Микола Миколайович — 18 січня 1943, Головний маршал артилерії (1944)
2. Яковлєв Микола Дмитрович — 21 лютого 1944 , позбавлявся звання 1952–1953
3. Чистяков Михайло Миколайович — 25 вересня 1944
4. Нєдєлін Митрофан Іванович — 4 серпня 1953, Головний маршал артилерії (1959)
5. Варенцов Сергій Сергійович — 11 березня 1955,  Головний маршал артилерії (1961), розжалуваний до генерал-майора (1963)
6. Казаков Василь Іванович — 11 березня 1955
7. Казаков Костянтин Петрович — 28 квітня 1962
8. Бажанов Юрій Павлович — 18 червня 1965
9. Кулєшов Павло Миколайович — 28 жовтня 1967
10. Одинцов Георгій Федотович — 22 лютого 1968
11. Передельський Георгій Юхимович — 5 листопада 1973
12. Бойчук Юхим Васильович — 4 листопада 1980
13. Міхалкін Володимир Михайлович — 15 лютого 1989

### Маршали бронетанкових військ
1. Ротмістров Павло Олексійович — 21 лютого 1944, Головний маршал бронетанкових військ (1962)
2. Федоренко Яків Миколайович — 21 лютого 1944
3. Богданов Семен Ілліч — 1 червня 1945
4. Рибалко Павло Семенович — 1 червня 1945
5. Катуков Михайло Юхимович — 26 жовтня 1959
6. Полубояров Павло Павлович — 28 квітня 1962
7. Бабаджанян Амазасп Хачатурович — 28 жовтня 1967, Головний маршал бронетанкових військ (1975)
8. Лосик Олег Олександрович — 29 квітня 1975

### Маршали військ зв'язку
1. Пересипкін Іван Терентійович — 21 лютого 1944
2. Леонов Олексій Іванович — 6 травня 1961
3. Бєлов Андрій Іванович — 5 листопада 1973
4. Алексєєв Микола Миколайович — 25 жовтня 1979

### Маршали інженерних військ
1. Воробйов Михайло Петрович — 21 лютого 1944
2. Прошляков Олексій Іванович — 6 травня 1961
3. Харченко Віктор Кіндратович — 16 грудня 1972
4. Геловані Арчил Вікторович — 28 жовтня 1977
5. Аганов Сергій Христофорович — 7 травня 1980
6. Шестопалов Микола Федорович — 6 травня 1981